# Lady Snowblood
Lady Snowblood (修羅雪姫, Shurayuki hime, littéralement « princesse neige-carnage ») est un manga de Kazuo Koike (scénario) et Kazuo Kamimura (dessins) pré-publié entre 1972 et 1973. Il a été adapté au cinéma en 1973 et en 1974 par Toshiya Fujita, ainsi qu'en 2001 par Shinsuke Satō dans une adaptation plus libre.

## Titre
Le titre original, Shurayuki-hime, est un jeu de mots avec le mot Blanche-Neige en japonais : Shirayuki-hime (白雪姫, lit. « Princesse Blanche-Neige »), shura (修羅) signifiant « carnage », et non « blanc ». Le titre fut traduit en anglais Lady Snowblood selon l'expression shura-no-chimata (修羅の巷, en anglais « bloodshed », soit « effusion de sang »), et repris en français.

## Synopsis
Au début de l'ère Meiji (vers 1870), une mère de famille, Sayo, voit son époux et son fils assassinés sous ses yeux avant d'être violée, par trois hommes et une femme. Après avoir tué l'un d'entre eux, elle se retrouve en prison où elle donne naissance à une fille, Yuki. Sa mère morte en couches, Yuki est élevée par un maître du sabre pour devenir un instrument de vengeance redoutable, une véritable femme fatale.

## Manga
Le manga est prépublié entre le 10 décembre 1972 et le 15 mars 1973 dans le magazine Weekly Playboy de Shūeisha. Il est ensuite paru en trois tomes sortis les 25 juin 1973, 30 juillet 1973 et 30 août 1973 chez Studio Ship (スタジオシップ, Sutajio Shippu), fondé par Kazuo Koike.
Il a été réédité en 1976-1977 par Akita Shoten, en 1985 par Takeshobo (cinq tomes), en 2001 par Kadokawa Shoten (deux tomes), et en 2004 et 2006 par Koike Shoin, à chaque fois en deux tomes.
Le manga est paru en français également en trois tomes, sous le nom Lady Snowblood chez Kana, dans la collection Sensei, au format 12,7 x 18 :
1. Vengeance sanglante, le 23 novembre 2007, 512 pages  (ISBN 9782505002314),
2. Qui sème le vent récolte la tempête, 11 janvier 2008, 512 pages  (ISBN 9782505002673),
3. Épilogue, 29 août 2008, 384 pages  (ISBN 9782505003069).

## Adaptation de 1973-1974

### Fiches techniques
- Titres : Lady Snowblood et Lady Snowblood 2: Love Song of Vengeance
- Titres originaux : Shurayuki hime (修羅雪姫?) et Shurayuki hime Urami renga (修羅雪姫 怨み恋歌?)
- Réalisation : Toshiya Fujita
- Scénario : Norio Nagata et Kiyohide Ōhara (uniquement sur le second)
- Musique : Masaaki Hirao (premier volet) et Kenjirō Hirose (second volet)
- Producteur : Kikumaru Okuda
- Production : Tōhō
- Pays d'origine : Japon
- Format : couleurs
- Durée : 97 et 89 min
- Sortie : 1er décembre 1973 et 15 juin 1974

### Distribution
- Meiko Kaji (1 et 2) : Yuki Kashima (Shurayuki-hime)
- Toshio Kurosawa (1) : Ryūrei Ashio
- Masaaki Daimon (1) : Gō Kashima
- Miyoko Akaza (1) : Sayo Kashima
- Shinichi Uchida (1) : Shirō Kashima
- Takeo Chii (1) : Tokuichi Masakage
- Noboru Nakaya (1) : Banzō Takemura
- Yoshiko Nakada (1) : Kobue Takemura
- Akemi Negishi (1) : Tajire no Okiku
- Kaoru Kusuda (1) : Otora Mikazuki
- Sanae Nakahara (1) : Okono Kitahama
- Hosei Komatsu (1) : Genzō Shibayama
- Makoto Matsuzaki (1) : Daikashi
- Hiroshi Hasegawa (1) : Daihachi Kachime
- Eiji Okada (1) : Gishirō Tsukamoto
- Yoshio Harada (2) : Shusuke Tokunaga
- Jūzō Itami (2) : Ransui Tokunaga
- Kazuko Yoshiyuki (2) : Aya Tokunaga
- Shin Kishida (2) : Seishiro Kikui
- Kōji Nanbara (2) : Sho (« Crapaud »)
- Hiroshi Ishiya (2) : Yoshizawa
- Shosuke Hirose (2) : Shiba Yūtarō
- Shunsuke Mizoguchi (2) : Eizō Sekiguchi
- Akira Hamada (2) : Takichi Okada
- Rin'ichi Yamamoto (2) : Inspecteur Maruyama
- Tōru Abe (2) : Terauchi Kendo

### Autour des films
- Quentin Tarantino s'est très fortement inspiré de ces films pour son diptyque Kill Bill (2003 et 2004), tant pour la structure narrative que pour des procédés esthétiques comme certains effets sonores ou certains décors tel le dōjō du combat final contre Oren Ishii, personnage incarné par Lucy Liu, dont la trajectoire est proche du personnage de Yuki[réf. nécessaire].

- Lady Snowblood serait également à l'origine du personnage de l'univers Marvel Lady Bullseye créé en 2008[réf. nécessaire].

## Adaptation de 2001

### Fiche technique
- Titre : Princess Blade
- Titre original : Shurayuki hime (修羅雪姫?)
- Réalisation : Shinsuke Satō
- Scénario : Shinsuke Satō et Kei Kunii
- Musique : Kenji Kawai
- Producteur : Takashige Ichise
- Pays d'origine : Japon
- Format : couleurs
- Durée : 92 minutes
- Dates de sortie :
  - 15 décembre 2001 au Japon
  - septembre 2003 en France

### Distribution
- Yumiko Shaku : Yuki
- Hideaki Itō : Takashi
- Shirō Sano : Kidokoro
- Yōichi Numata : Kuka
- Kyūsaku Shimada : Byakurai
- Yōko Chōsokabe : Soma
- Yōko Maki : Aya
- Naomasa Musaka : Kiri
- Yutaka Matsushige : Anka
- Shintarō Sonooka (en) : le fugitif
- Takashi Tsukamoto : l'ami de Takashi

### Documentation
- Paul Gravett (dir.), « De 1970 à 1989 : Lady Snowblood », dans Les 1001 BD qu'il faut avoir lues dans sa vie, Flammarion, 2012 (ISBN 2081277735), p. 340.
- Christophe Quillien, « Aventurières et créatures dangereuses : Lady Snowblood », dans Elles, grandes aventurières et femmes fatales de la bande dessinée, Huginn & Muninn, octobre 2014 (ISBN 9782364801851), p. 138-141.